# 코빈 피셔
코빈 피셔(Corbin Fisher)는 미국의 포르노 영화 제작업체로, 주로 게이 포르노를 취급하고 있다.

## 같이 보기
- 게이 포르노그래피